# Curiglia con Monteviasco
Curiglia con Monteviasco ist eine italienische Gemeinde (comune) in der Provinz Varese in der Region Lombardei.

## Lage und Einwohner
Curiglia con Monteviasco liegt etwa 29 Kilometer nördlich von der Provinzhauptstadt Varese im Zentrum des Val Veddasca, gehört zur Comunità montana Valli del Verbano und grenzt unmittelbar an den Schweizer Kanton Tessin. Der Verwaltungssitz befindet sich im Ortsteil Curiglia. Die Gemeinde bedeckt eine Fläche von 11,3 km² und hat 154 (Stand 31. Dezember 2023) Einwohner. Zu Curiglia con Monteviasco gehören die Fraktionen Curiglia, Monteviasco, Sarona, Alpone, Piero, Viasco, Mulini, Alpe Polusa, Alpe Fontanella, Alpe Cortetti, Alpe Cà del Sasso, Madonna della Guardia, Alpe Rattaiola, Alpe Corte, Alpe Merigetto, Ponte di Piero, Alpe rivo und Alpe Pian Cavurico. 
Die Nachbargemeinden sind Dumenza, Maccagno con Pino e Veddasca, Alto Malcantone und Gambarogno TI.

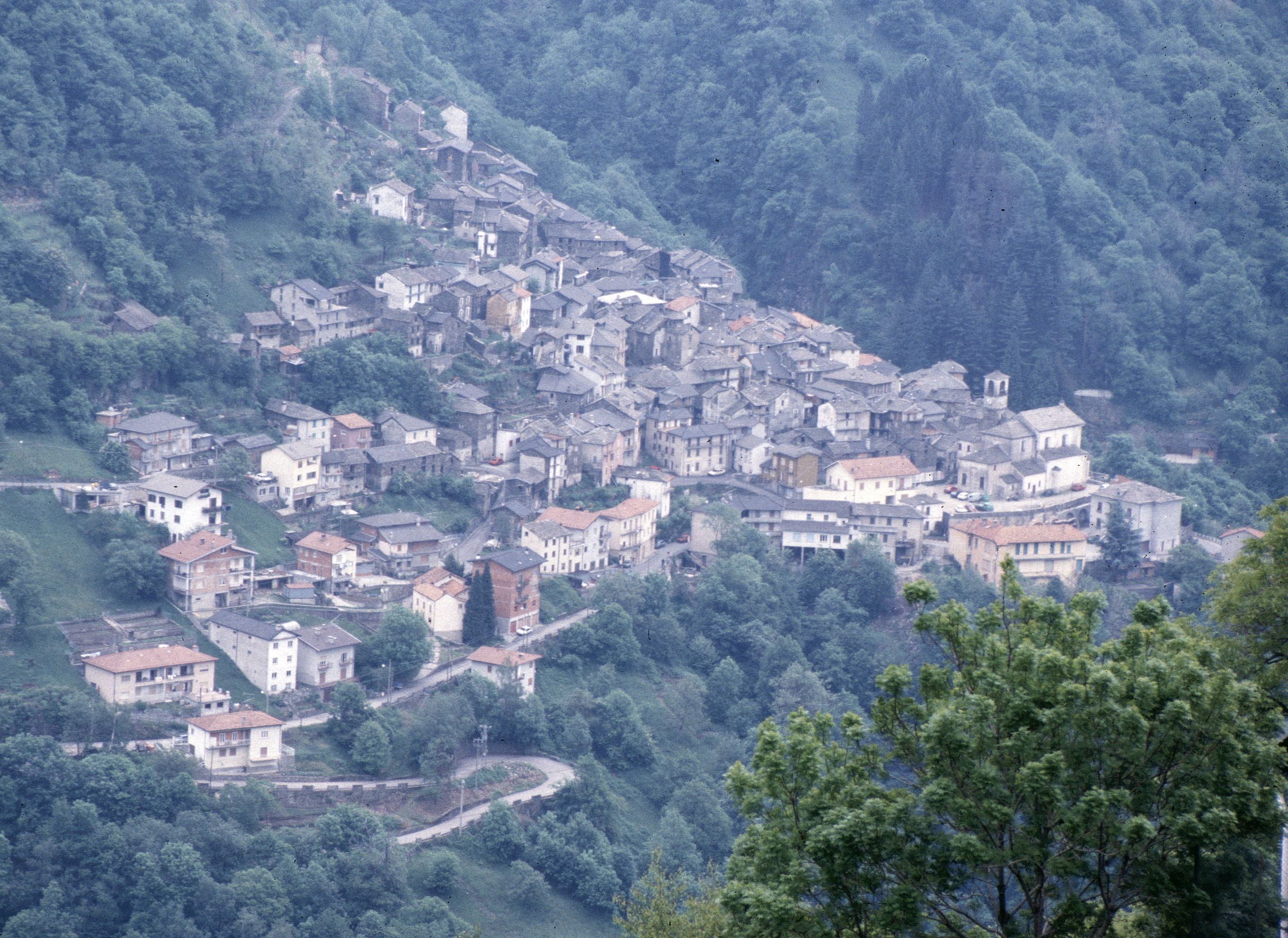
Panorama vonCuriglia

## Geschichte

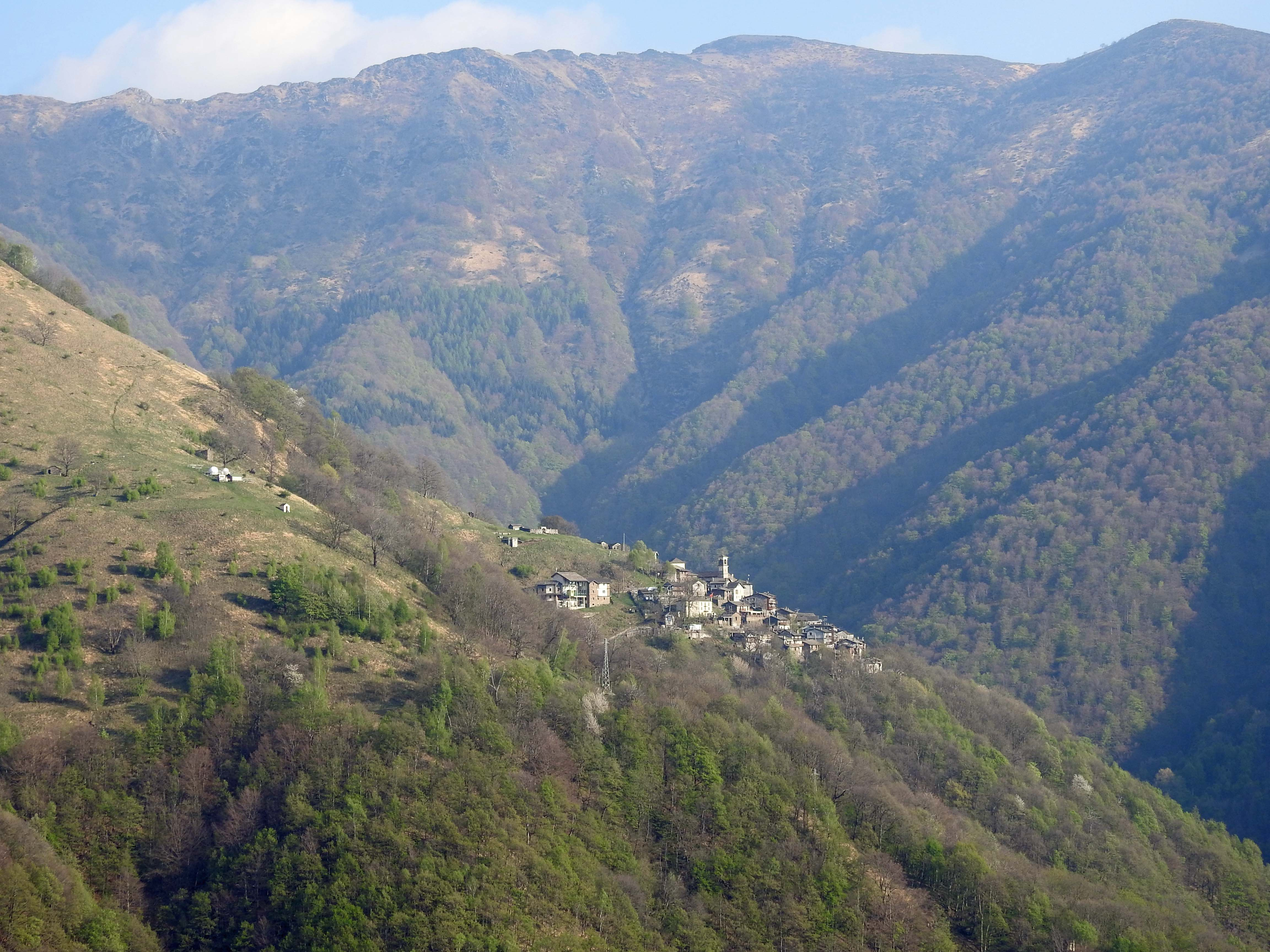
Monteviasco von Nordwesten

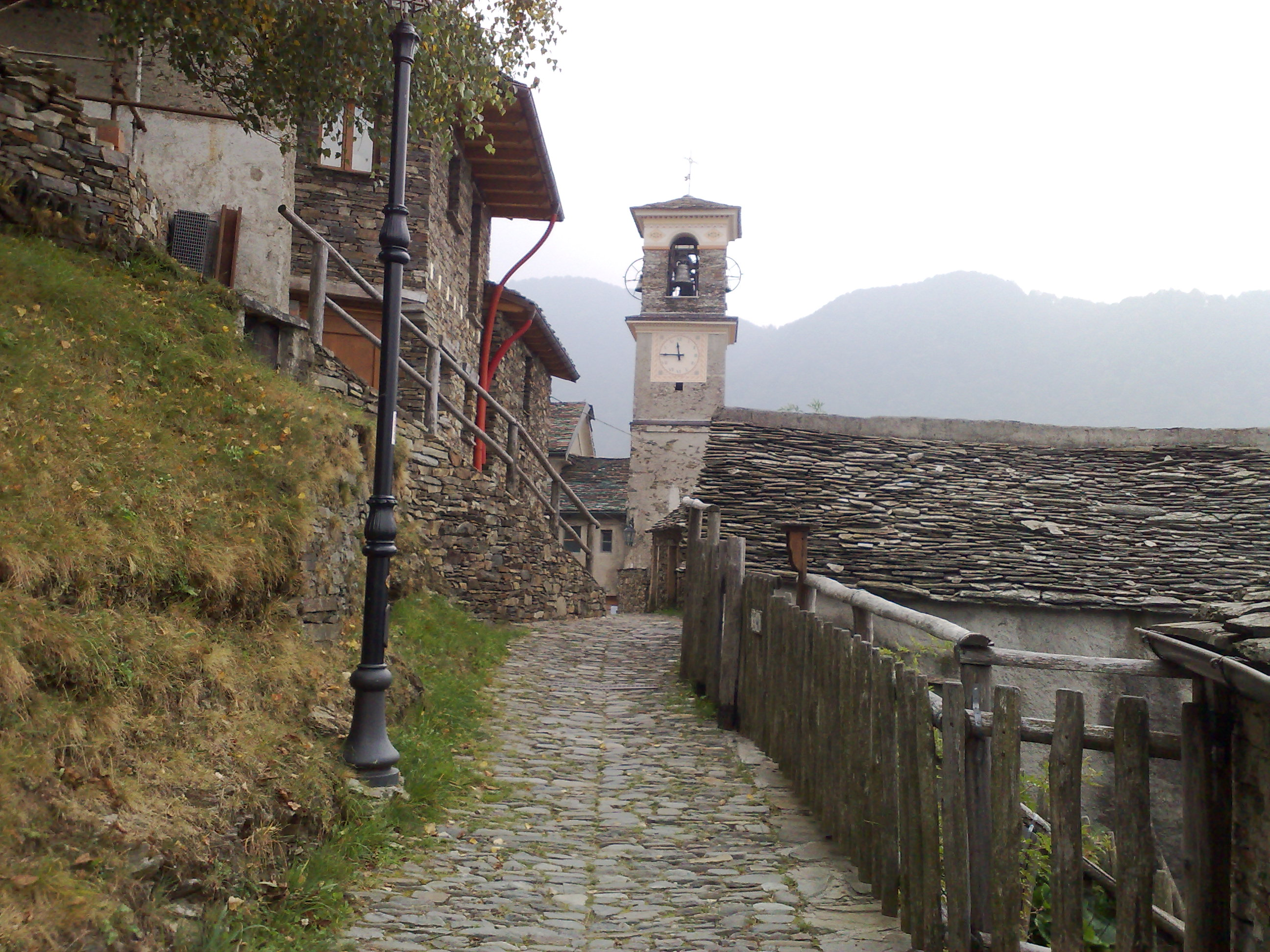
Monteviasco, Kirche

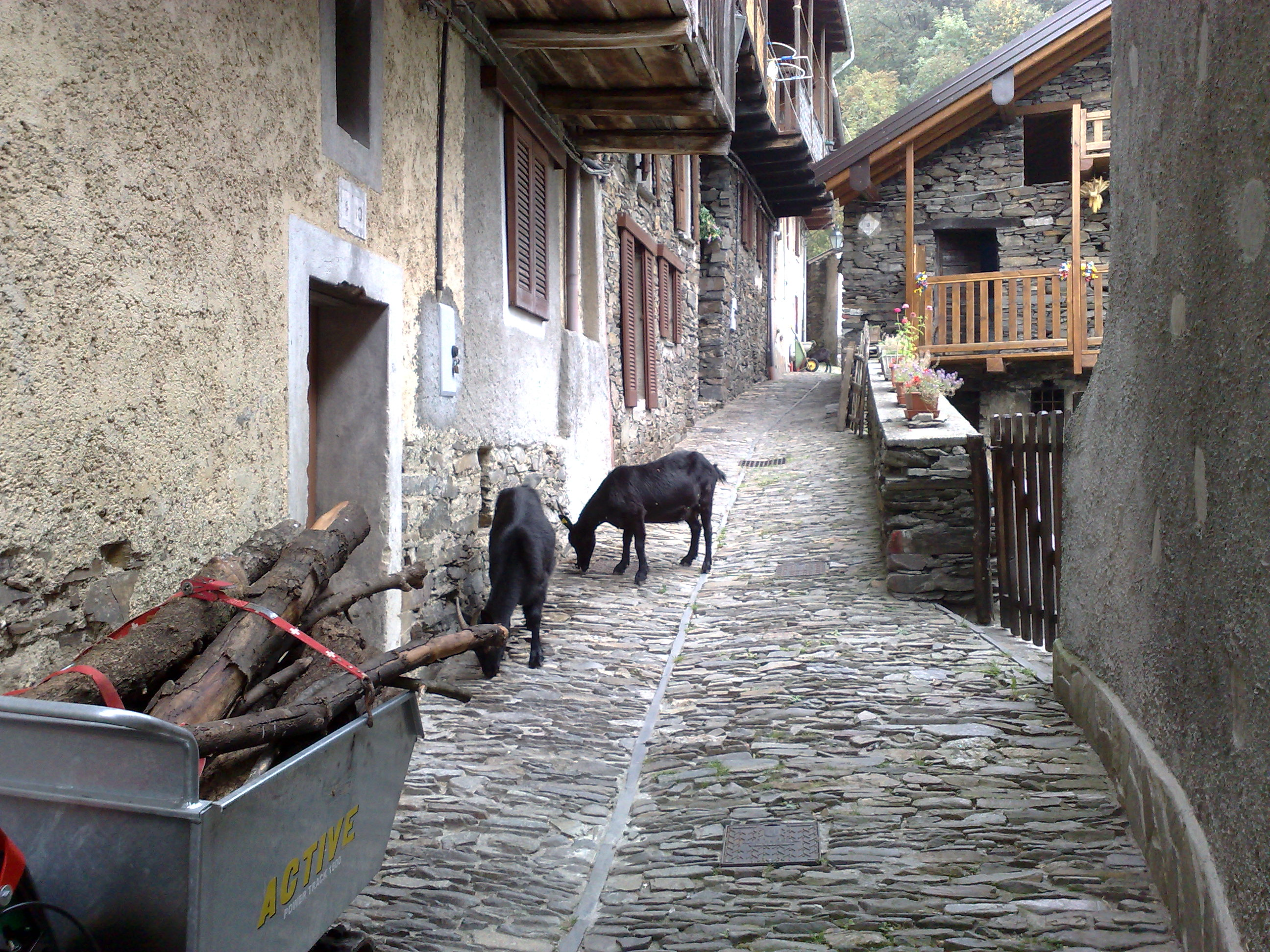
Monteviasco, Gässlein

Monteviasco war Teil des Lehens Val Travaglia, das 1438 von Filippo Maria Visconti an den Grafen von Locarno Franchino Rusca vergeben wurde. Ab 1583 ging das Gebiet in den Besitz der Familie Marliani über, da es zum Lehen der Quattro Valli, einer Gruppe des großen Rates, gehörte. Nach den Antworten auf die 45 Fragen von 1751 der II. Junta der Volkszählung war die Gemeinde, die immer zur Pieve von Valtravaglia gehörte, mit dem Grafen Giovanni Emanuele Marliani belehnt, an den sie jedes Jahr 23 Lire und 10 Soldi für die Volkszählung zahlte. Die Gemeinde unterstand der Gerichtsbarkeit des Feudalrichters, der in Luino residierte und 25 Geld pro Jahr erhielt. Der Konsul, der jedes Jahr im Wechsel pro Herd ernannt wurde, leistete keinen Eid auf eine Strafbank. Die im Verhältnis zur Armut des Berggebiets zu hohe Steuerlast zwang die Einwohner zur Abwanderung, so dass Monteviasco die Abspaltung vom Tal forderte. Der Gemeinderat konstituierte sich durch eine Versammlung der Bevölkerung, die nach einer Mitteilung des Konsuls auf der Straße stattfand. Auf der Versammlung wurde der Bürgermeister gewählt, der insbesondere für die Verteilung der Steuerlasten zuständig war.
In der napoleonischen Ära wurde Monteviasco, wenn auch nur kurz, mit Curiglia vereinigt und dann wieder unabhängig. Nach dem vorübergehenden Zusammenschluss der lombardischen Provinzen mit dem Königreich Sardinien wurde die Gemeinde Monteviasco mit 367 Einwohnern, die von einem 15-köpfigen Gemeinderat und einem 2-köpfigen Stadtrat verwaltet wird, auf der Grundlage der durch das Gesetz vom 23. Oktober 1859 festgelegten Gebietsaufteilung in den Bezirk IV von Maccagno, Bezirk II von Varese, Provinz Como eingegliedert. Bei der Gründung des Königreichs Italien im Jahr 1861 hatte die Gemeinde 520 Einwohner (Volkszählung 1861). Nach dem Gemeindegesetz von 1865 wurde die Gemeinde von einem Bürgermeister, einer Junta und einem Rat verwaltet. Im Jahr 1867 wurde die Gemeinde in den Bezirk Maccagno Superiore, Bezirk Varese und Provinz Como eingegliedert (Verwaltungsbezirk 1867). Im Jahr 1924 wurde die Gemeinde in den Bezirk Varese der Provinz Como eingegliedert. Nach der Gemeindereform von 1926 wurde die Gemeinde von einem Podestà verwaltet. Im Jahr 1927 wurde die Gemeinde der Provinz Varese zugeschlagen. Im Jahr 1928 wurde die Gemeinde Monteviasco mit der Gemeinde Curiglia zusammengelegt, die jetzt Curiglia con Monteviasco heißt (R. D. 21. Juni 1928, Nr. 1601). Die Gemeinde gehört heute zur Comunità Montana Valli del Verbano.
Im Jahr 2018 gab es einen tödlichen Unfall der Seilbahn Sacro Monte di Varese. Seitdem ist Monteviasco nur noch zu Fuss erreichbar. Viele Bürger und Bürgerinnen sind enttäuscht von der italienische Regierung, da sie sich angeblich nicht um die Zukunft Monteviascos bemühen. Aus diesem Grund forderten die Bürger und Bürgerinnen 2022 von Monteviasco den Beitritt zur Schweiz.

## Tourismus
Hauptzugangsweg ist ein 1813 angelegter Fußweg mit etwa 1.400 Stufen, der von Westen vom Tal Val Veddasca ins hoch gelegene Dorf führt. Die 1989 eröffnete Seilbahn Monteviasco brachte dem Ort eine bescheidene touristische Entwicklung. Allerdings ist der Betrieb der Bahn seit einem Unfall im November 2018 eingestellt (Stand September 2022).

## Sehenswürdigkeiten
- Pfarrkirche San Vittore Mauro mit Orgel (19. Jahrhundert) von Livio Tornaghi aus Monza
- Wallfahrtskirche Tronchedo (1500)
- Oratorium San Paolo im Ortsteil Piero
- Wegbetkapellen
- Verschiedene typische Wohnhäuser